# Marcela Aguiñaga
Marcela Paola Aguiñaga Vallejo (Guayaquil, 25 de abril de 1973) es una abogada y política ecuatoriana. Actualmente es la Prefecta de la Provincia del Guayas; desde el 14 de mayo de 2023. También fue Presidenta del Movimiento Revolución Ciudadana de 2021 a 2023. Fue Ministra del Ambiente de 2007 a 2012 durante el gobierno de Rafael Correa Delgado, y fue miembro de la Asamblea Nacional por los periodos 2013-2017 (en el que ejerció la Segunda Vicepresidencia del organismo) y 2017-2021.

## Biografía
Nació el 25 de abril de 1973 en Guayaquil, provincia del Guayas. Realizó sus estudios superiores en la Universidad Católica Santiago de Guayaquil, donde obtuvo el título de abogada. También se graduó como especialista de Derecho Ambiental y Desarrollo Sustentable y Sostenible en la misma universidad.

### Vida profesional
De 2001 a 2003 fue asesora jurídica del parque nacional Galápagos, posteriormente fue consultora del mismo. También laboró en el estudio jurídico Moeller, Gómez-Lince & Cía, del excanciller Heinz Moeller.
A principios de 2007 fue nombrada subsecretaria de recursos pesqueros, durante el inicio de la presidencia de Rafael Correa.
Elaboró propuestas de acuerdos ministeriales aplicables a la administración, al control sanitario e inocuidad para la exportación de productos pesqueros y acuícolas a la Unión Europea. Ha participado en procesos de elaboración y discusión de los Reglamentos de Turismo en Áreas Protegidas, Pesca Artesanal dentro de la Reserva Marina de Galápagos y de Control Total de Especies introducidas en la provincia de Galápagos. Además ha elaborado propuestas de Decretos Ejecutivos y Acuerdos Ministeriales aplicables a  la administración de las áreas protegidas de Galápagos.[cita requerida]
El expresidente Rafael Correa la nombró ministra del Ambiente el 17 de noviembre de 2007.

### Vida política
El 10 de noviembre de 2012 fue proclamada por la Convención Nacional del Movimiento Alianza PAIS como candidata nacional a la Asamblea para las elecciones del 17 de febrero de 2013. Fue elegida como asambleísta y fue nombrada segunda vicepresidenta de la Asamblea Nacional en mayo de 2013.
Para las elecciones legislativas de 2017 fue reelegida al cargo de asambleísta, esta vez en representación de la provincia de Guayas. Al inicio del nuevo periodo fue nombrada presidenta de la Comisión de Justicia y Estructura del Estado.
El 23 de julio se presentó como candidata a Prefecta de la provincia del Guayas en representación del movimiento Revolución Ciudadana en las elecciones seccionales de 2023, donde finalmente fue la ganadora con el 34.5% de los votos y venció a la entonces prefecta, Susana González Rosado, quien buscaba la reelección.